# Gunnel Beckman
Gunnel Beckman (* 16. April 1910 in Falköping; † 3. Dezember 2003) war eine schwedische Jugendbuchautorin. Sie studierte in Lund und in Göteborg. Von 1932 bis 1940 arbeitete sie als Journalistin.
Bekannt wurde sie mit dem Buch „Mia, verstehst du?“ (Våren då allting hände, 1974), das die Geschichte der 17-jährigen Mia erzählt, die mit dem Erwachsenwerden kämpft. Weitere Themen ihrer Bücher sind Sexualität und Abtreibung.
Ihr Buch „Unschuld“ (Oskuld, 1978) enthält autobiografische Bezüge.
Beckmans Bücher wurden auch auf Norwegisch, Dänisch, Finnisch, Niederländisch, Deutsch, Spanisch, Französisch und Englisch veröffentlicht.

## Werke
- Medan katten var borta, 1960
- Unga fröken Tova, 1961
- Visst gör det ont, 1963
- Misstänkt, 1965. Deutsche Übersetzung von Birgitta Kicherer: Geheimnis um das blaue Mädchen. Aare, Solothurn 1978, ISBN 3-7260-0153-0.
- Flickan utan namn, 1967. Deutsche Übersetzung von Birgitta Kicherer: Das Mädchen ohne Namen. Schweizer Jugend-Verlag, Solothurn 1977, ISBN 3-7260-0142-5.
- Tillträde till festen, 1969. Deutsche Übersetzung von Birgitta Kicherer: Ich, Annika : Erlebnisse u. Begegnungen einer jungen Schwedin. Arena, Würzburg 1971, ISBN 3-401-13015-3.
- Försöka att förstå, 1971
- Tre veckor över tiden, 1974
- Våren då allting hände, 1974. Deutsche Übersetzung von Gerda Neumann: Mia, verstehst du? Arena, Würzburg 1977, ISBN 3-401-03808-7.
- Ett slag i ansiktet, 1976. Deutsche Übersetzung von Gerda Neumann: Dreh mir nicht den Rücken zu : Lennart braucht Helena. Arena, Würzburg 1979, ISBN 3-401-03871-0.
- Oskuld, 1978. Deutsche Übersetzung von Gerda Neumann: Unschuld. Arena, Würzburg 1980, ISBN 3-401-03905-9.
- Det här med kärlek, 1979
- Våld, 1980
- Att trösta Fanny, 1981. Deutsche Übersetzung von Angelika Kutsch: Ein Vorrat an Liebe. Arena, Würzburg 1983, ISBN 3-401-03998-9.
- Branden, 1983
- På vandring i Falköping - nu och då, 1992

## Ehrungen (Auswahl)
- Nils-Holgersson-Plakette, 1975

| Personendaten    | Personendaten                 |
| ---------------- | ----------------------------- |
| NAME             | Beckman, Gunnel               |
| KURZBESCHREIBUNG | schwedische Jugendbuchautorin |
| GEBURTSDATUM     | 16. April 1910                |
| GEBURTSORT       | Falköping                     |
| STERBEDATUM      | 3. Dezember 2003              |